# 2002-es UEFA-bajnokok ligája-döntő
A 2002-es UEFA-bajnokok ligája-döntő az európai labdarúgó-klubcsapatok legrangosabb tornájának 10., jogelődjeivel együttvéve a 47. döntője volt, mely 2002. május 15-én került megrendezésre a glasgowi Hampden Parkban.
A döntőben a német Bayer Leverkusen és a spanyol Real Madrid találkozott. A mérkőzést 2–1-re a Real Madrid nyerte meg.

## A döntő részletei
| 2002. május 15. 20:45 (CEST) | Bayer Leverkusen | 1 – 2   | Real Madrid        | Hampden Park, Glasgow Nézőszám: 50 499 Játékvezető: Urs Meier (svájci) |
| 2002. május 15. 20:45 (CEST) | Lúcio 13'        | (1 – 2) | Raúl 8' Zidane 45' | Hampden Park, Glasgow Nézőszám: 50 499 Játékvezető: Urs Meier (svájci) |

| Csapatszínek     | Csapatszínek | Csapatszínek |
| Csapatszínek     |              |              |
| Csapatszínek     |              |              |
|                  |              |              |
| Bayer Leverkusen |              |              |

| Csapatszínek | Csapatszínek | Csapatszínek |
| Csapatszínek |              |              |
| Csapatszínek |              |              |
|              |              |              |
| Real Madrid  |              |              |

| Bayer Leverkusen: |    |                      |
|                   |    |                      |
| GK                | 1  | Hans-Jörg Butt       |
| RB                | 26 | Zoltán Sebescen 65'  |
| CB                | 6  | Boris Živković       |
| CB                | 19 | Lúcio 90+1'          |
| LB                | 35 | Diego Placente       |
| DM                | 28 | Carsten Ramelow (C)  |
| RM                | 25 | Bernd Schneider      |
| CM                | 13 | Michael Ballack      |
| LM                | 23 | Thomas Brdarić 23'   |
| AM                | 10 | Yıldıray Baştürk     |
| CF                | 27 | Oliver Neuville      |
| Cserék:           |    |                      |
| GK                | 20 | Frank Jurić          |
| DF                | 3  | Marko Babić 90+1'    |
| DF                | 47 | Thomas Kleine        |
| MF                | 32 | Anel Dzaka           |
| MF                | 15 | Jurica Vranješ       |
| FW                | 9  | Ulf Kirsten 65'      |
| FW                | 12 | Dimitar Berbatov 39' |
| Vezetőedző:       |    |                      |
| Klaus Toppmöller  |    |                      |

| Real Madrid:       |    |                             |
|                    |    |                             |
| GK                 | 13 | César 68'                   |
| RB                 | 2  | Míchel Salgado 45+2'        |
| CB                 | 4  | Fernando Hierro (C)         |
| CB                 | 6  | Iván Helguera               |
| LB                 | 3  | Roberto Carlos da Silva 89' |
| DM                 | 24 | Claude Makélélé 73'         |
| RM                 | 10 | Luís Figo 58'               |
| LM                 | 21 | Santiago Solari             |
| AM                 | 5  | Zinédine Zidane             |
| CF                 | 7  | Raúl                        |
| CF                 | 9  | Fernando Morientes          |
| Cserék:            |    |                             |
| GK                 | 1  | Iker Casillas 68'           |
| DF                 | 18 | Aitor Karanka               |
| DF                 | 31 | Francisco Pavón             |
| MF                 | 8  | Steve McManaman 58'         |
| MF                 | 14 | Guti                        |
| MF                 | 16 | Flavio Conceição 73'        |
| FW                 | 23 | Pedro Munitis               |
| Vezetőedző:        |    |                             |
| Vicente del Bosque |    |                             |

| A mérkőzés játékosa: Zinédine Zidane (Real Madrid) Asszisztensek: Francesco Buragina Felix Züger Negyedik játékvezető: Massimo Busacca |

## Statisztikák

### Első félidő[4]
|              | Bayer Leverkusen | Real Madrid |
| ------------ | ---------------- | ----------- |
| Gól          | 1                | 2           |
| Összes lövés | 5                | 5           |
| Kapura lövés | 3                | 3           |
| Labdabirt.   | 46%              | 54%         |
| Szöglet      | 3                | 0           |
| Szabályt.    | 8                | 16          |
| Les          | 3                | 2           |
| Sárga lap    | 0                | 1           |
| Kiállítás    | 0                | 0           |

### Második félidő[3]
|              | Bayer Leverkusen | Real Madrid |
| ------------ | ---------------- | ----------- |
| Gól          | 0                | 0           |
| Összes lövés | 8                | 2           |
| Kapura lövés | 3                | 1           |
| Labdabirt.   | 58%              | 42%         |
| Szöglet      | 3                | 0           |
| Szabályt.    | 9                | 15          |
| Les          | 0                | 0           |
| Sárga lap    | 0                | 1           |
| Kiállítás    | 0                | 0           |

### Összesen[3]
|              | Bayer Leverkusen | Real Madrid |
| ------------ | ---------------- | ----------- |
| Gól          | 1                | 2           |
| Összes lövés | 13               | 7           |
| Kapura lövés | 6                | 4           |
| Labdabirt.   | 52%              | 48%         |
| Szöglet      | 6                | 0           |
| Szabályt.    | 17               | 31          |
| Les          | 3                | 2           |
| Sárga lap    | 0                | 2           |
| Kiállítás    | 0                | 0           |

| A 2001–02-es UEFA-bajnokok ligája győztese |
| Real Madrid 9. cím                         |
| ← 2000–01 Bayern München                   |
| AC Milan 2002–03 →                         |